# Ceraplectana
Ceraplectana is een geslacht van zeekomkommers uit de familie Caudinidae. De wetenschappelijke naam van het geslacht werd in 1908 voorgesteld door Hubert Lyman Clark.

## Soorten
- Ceraplectana trachyderma H.L. Clark, 1908